# Sibebe
Sibebe – granitowa formacja skalna wznosząca się na wysokość 1488 m n.p.m., znajdująca się w dystrykcie Hhohho w północno-zachodniej części Eswatini, ok. 7–8 km na północny wschód od stolicy kraju, Mbabane.

## Charakterystyka
Formacja Sibebe, zwana również Sibebe Rock (pol. „Skała Sibebe”) bądź Sibebe Hill (pol. „Wzgórze Sibebe”), powstała ok. 3 mld lat temu, co czyni ją jedną z najstarszych na świecie. Jest to ciało plutoniczne (intruzja magmowa), które w wyniku ruchów skorupy ziemskiej oraz trwającej miliony lat erozji wodnej i wietrzenia znalazło się na powierzchni. Sibebe to największa granitowa kopuła skalna (o powierzchni ok. 16,5 km² przy podstawie) oraz jeden z największych monolitów na świecie. Obiekt jest częścią Gór Smoczych (ang. Drakensberg) i góruje ok. 300–350 m nad dnem doliny Pine Valley, przez którą przepływa rzeka Mbuluzi. Nazywany bywa także „Łysą Skałą” (ang. Bald Rock).
Szczyt wzgórza pokrywają różnej wielkości i kształtów głazy, znajdują się tu liczne szczeliny, jaskinie, skalne koleby i schroniska, a także kominy skalne i wodospady. Podczas eksploracji jaskiń odkryto prehistoryczne malowidła naskalne, natomiast w trakcie przeprowadzonych w latach 70. XX wieku badań archeologicznych w skalnym schronisku Langubhele odnaleziono liczne artefakty (m.in. groty włóczni i strzał) datowane na okres od środkowej epoki kamienia do epoki żelaza.
Roczna suma opadów w okolicy Sibebe wynosi ok. 1500 mm.

## Flora i fauna
Zbocza Sibebe porastają głównie kwaśne łąki kwitnące od października do grudnia, w rejonie cieków wodnych przechodzące w niewielkie torfowiska. Gdzieniegdzie występują pozostałości pierwotnych lasów południowoafrykańskich porastanych przez gatunki takie jak Podocarpus falcatus i Podocarpus latifolius, aloes drzewiasty (Aloe arborescens), Strelitzia caudata, Faurea speciosa, Protea rhodantha, Xymalos monospora, Ekebergia pterophylla, Greyia radlkoferi, Myrsine melanophloeos oraz Brachylaena discolor.
Spośród zwierząt licznie występują drobne gryzonie, zaś u podnóża góry tubylcy wypasają swoje konie oraz bydło. Awifaunę reprezentują m.in. myszołów przylądkowy (Buteo rufofuscus) oraz rzadkie i zagrożone wyginięciem gatunki – dzięciolik ziemny (Geocolaptes olivaceus) i jaskółka długosterna (Hirundo atrocaerulea).

## Sibebe Survivor
Od 2004 roku z inicjatywy działającego w Eswatini (do 2018 Suazi) klubu Mbuluzi-Mbabane organizacji Rotary International corocznie organizowany jest charytatywny marsz o nazwie Sibebe Survivor. Polega on na wejściu na szczyt wzniesienia i z powrotem, a jego celem jest zbiórka środków na realizację projektów społecznych (jak np. zakup mundurków szkolnych, sfinansowanie bezpłatnych badań wzroku dla Suazyjczyków czy zakup wózków inwalidzkich dla mieszkańców wsi i małych miast). Wydarzenie promuje również kraj jako cel podróży turystycznych.